# Andrzej Getter
Andrzej Getter (ur. 16 maja 1947 w Sosnowcu) – polski architekt, rzeźbiarz; profesor zwyczajny Akademii Sztuk Pięknych w Krakowie. 
Zajmuje się dziedziną interdyscyplinarną – na styku rzeźby i architektury. Przestrzeń traktuje jako „autonomiczne medium twórcze stosowane zarówno w projektowaniu architektonicznym, jak i rzeźbie”. Projektuje przestrzenie miejskie, place, pomniki i wnętrza urbanistyczne. Realizator obiektów użyteczności publicznej. Założyciel Autorskiej Pracowni Projektowo-Plastycznej w Krakowie.

## Życiorys
W 1969 roku uzyskał Dyplom Wydziału Architektury Politechniki Śląskiej w Gliwicach, wyróżniony w konkursie im. Nowickiego za najlepszą pracę dyplomową uczelni architektonicznych w kraju (promotor – prof. Zygmunt Majerski). W 1974 roku uzyskał Dyplom z wyróżnieniem Wydziału Rzeźby ASP w Krakowie (promotor – prof. Jerzy Bandura), a rok później uprawnienia do projektowania i kierowania robotami budowlanymi. W latach 1990–2010 oraz w roku 2017 był Kierownikiem Katedry Projektowania Architektoniczno-Rzeźbiarskiego na Wydziale Rzeźby ASP w Krakowie oraz kierował Pracownią Projektowania Architektoniczno-Rzeźbiarskiego. W latach 1980–1981 prowadził Pracownię Projektowania Przestrzennego na Filii Krakowskiej ASP w Katowicach, zaś w latach 2004–2005 Pracownię Gościnną Projektowania Przestrzennego na Wydziale Rzeźby ASP w Gdańsku. Przez dwie kadencje (1990-1996) pełnił funkcję Prorektora ASP w Krakowie. W 1997 roku uzyskał tytuł naukowy profesora sztuk plastycznych. Od roku 1992 do 2020 prowadził Autorską Pracownię Projektowo-Plastyczną, w ramach której realizował obiekty użyteczności publicznej. Lata 2012–2016 przypadają na jego działalność założycielską i pracę na stanowisku profesora zwyczajnego w Instytucie Urbanistyki i Architektury PWSZ w Raciborzu.

## Główne projekty i realizacje
- Projekt i realizacja zespołu budynków ASP w Krakowie
- Projekt i realizacja Szkoły Podstawowej w Mysłowicach
- Projekt i realizacja Toru Kajakarstwa Górskiego wraz z Ośrodkiem Sportowym „Kolna” w Krakowie[3] – Nagroda I st. „Budowa Roku 2003”, Wyróżnienie Polskiej Konfederacji Sportu
- Projekt i realizacja kładki pieszo-rowerowej (Kładka Ojca Bernatka)[4] przez Wisłę w Krakowie-Podgórzu – I Nagroda w Ogólnopolskim Konkursie Mostowym im. Maksymiliana Wolfa[5], I Nagroda w ramach Konkursu „Na najlepiej oświetlone miasto 2010 roku”, Wyróżnienie Kapituły Plebiscytu „Kraków Mój Dom” w kategorii przestrzeń publiczna
- Projekt budowlany i wykonawczy Wydziału Architektury Politechniki Lubelskiej
- Projekt i realizacja terminala autobusowego w Krakowie-Podgórzu
- Projekty i realizacja przebudowy przejścia podziemnego z zespołem obiektów usługowych pod ul. Marii Konopnickiej w Krakowie
- Projekt i realizacja zespołu obiektów budowlanych związanych z regulacją zbiornika retencyjnego, zapory, jazów i rzeki w Nysie
- Projekt i realizacja Pomnika Polski Morskiej[6][7][8] na Skwerze Kościuszki w Gdyni
- Projekt Pomnika Ofiar Zbrodni Wołyńskiej w Zielonej Górze[9]

## Wystawy indywidualne i zbiorowe
Kilka indywidualnych wystaw rzeźby w galeriach ZPAP i ASP. Liczne wystawy środowiskowe rzeźby w kraju i za granicą – Kraków, Nowa Huta, Orońsko, Sopot, Gdańsk, Poznań, Warszawa, Rawenna, Darmstadt Kulturcentrum Ronneby (Szwecja).

## Nagrody i odznaczenia

### Nagrody
- Uzyskanie 33 nagród i wyróżnień w międzynarodowych i krajowych konkursach architektonicznych i rzeźbiarskich SARP i ZPAP
- Nagrody Ministra Kultury i Sztuki – I, II i III stopnia
- Nagrody Rektora ASP I, II i III stopnia

### Odznaczenia
- 1988: Złota Odznaka Miasta Krakowa
- 1999: Krzyż Kawalerski Orderu Odrodzenia Polski
- 2016: Medal Komisji Edukacji Narodowej
- 2017: Złoty Medal za Długoletnia Służbę
- 2017: Srebrny Medal „Zasłużony Kulturze Gloria Artis”